# François Mautin
François Albert Mautin (* 9. Mai 1907 in Paris; † 27. Oktober 2003 in Paris) war ein französischer Eishockeyspieler.

## Karriere
François Mautin nahm für die französische Eishockeynationalmannschaft an den Olympischen Winterspielen 1928 in St. Moritz teil.